# پنجگران کلان
پنجگران کلان (به انگلیسی: Punjgran Kalan) یک منطقهٔ مسکونی در پاکستان است که در ناحیه راولپندی واقع شده‌است.